# Tỉnh Trung ương, Papua New Guinea
Tỉnh Trung ương (tiếng Anh: Central Province) là một đơn vị hành chính tại Papua New Guinea, nằm trên bờ biển phía nam của đất nước. Theo điều tra năm 2000, tỉnh có 183.983 cư dân và có diện tích 29.500 kilômét vuông (11.400 dặm vuông Anh). Nơi đặt trụ sở của tỉnh là Konedobu, thuộc ngoại ô thủ đô Port Moresby. Ngày 9 tháng 10 năm 2007, chính quyền tỉnh Trung ương đã loan báo kế hoạch xây dựng một tỉnh lị mới tại Bautama, cũng gần Port Moresby, mặc dù vậy việc xây dựng có ít tiến triển.
Trong khi Tok Pisin là ngôn ngữ chung tại tất cả các đô thị của Papua New Guinea, thì tại vùng bờ biển phía nam và nhất là tại tỉnh Trung ương, Hiri Motu là ngôn ngữ chung phổ biến hơn.

## Các huyện
| Huyện                | Huyện lị | Phân khu     |
| -------------------- | -------- | ------------ |
| Abau                 | Abau     | Amazon Bay   |
| Abau                 | Abau     | Aroma        |
| Abau                 | Abau     | Cloudy Bay   |
| Goilala (huyện)      | Tapini   | Guari        |
| Goilala (huyện)      | Tapini   | Tapini       |
| Goilala (huyện)      | Tapini   | Woitape      |
| Kairuku-Hiri (huyện) | Bereina  | Hiri         |
| Kairuku-Hiri (huyện) | Bereina  | Kairuku      |
| Kairuku-Hiri (huyện) | Bereina  | Koiari       |
| Kairuku-Hiri (huyện) | Bereina  | Mekeo Kuni   |
| Rigo (huyện)         | Kwikila  | Rigo Central |
| Rigo (huyện)         | Kwikila  | Rigo Coastal |
| Rigo (huyện)         | Kwikila  | Rigo Inland  |